# Katar
Katar je obmorski emirat v jugozahodni Aziji na Bližnjem vzhodu. Leži na polotoku, ki moli v  Perzijski zaliv z njegove južne obale proti severu. Katar na jugu meji na Saudovo Arabijo in na zahodu na Bahrajnski zaliv, v katerem leži Katarju najbližji bahrajnski otok Hawar. Nedaleč od njega so na jugovzhodu Združeni arabski emirati. Katar je znan po vahabizmu, skrajni obliki sunitskega islama.
Gospodarstvo temelji na pridobivanju nafte in zemeljskega plina ter nepremičninskem trgu, to pa omogoča državi izvajanje velikih gradbenih projektov ter obnovo države. 
Katar je gostil svetovno prvenstvo v nogometu 2022. Med večjimi gradbenimi projekti v zadnjem času so bili stadioni za svetovno prvenstvo v nogometu, novo pristanišče Hamad, metro, avtocestni križ Državna orbitalna avtocesta (National Orbital Highway), mesto Lusail.